# Fiódor Ojlópkov
Fiódor Matvéyevich Ojlópkov (en ruso: Фё́дор Матве́евич Охло́пков; 2 de marzo de 1908 - 28 de mayo de 1968) fue un francotirador soviético del 234.º Regimiento de Infantería de la 179.ª División de Infantería del 43.º Ejército que luchó en la Segunda Guerra Mundial.

## Biografía
Ojlópkov nació en el pueblo de Krest-Jaldzhái, parte de la actual Tomponsky Ulus en la Imperio ruso (provenía de una familia de yakutos)
Trabajó en una koljós como operador de maquinaria, buscador y minero de oro.
En el Ejército Rojo desde septiembre de 1941. En el frente desde el 12 de diciembre de 1941
En un principio, Ojlópkov un tirador de ametralladora ligera (su hermano era su asistente y compañero). Luego se convirtió en comandante de unidad en una compañía de ametralladores.
Tras ser gravemente herido el 18 de agosto de 1942, fue evacuado, fue atendido en un hospital militar de la ciudad de Ivánovo y, tras regresar al frente, se convirtió en francotirador del 234.º Regimiento de Infantería de la 179.ª División de Infantería en octubre de 1942.
Se convirtió en miembro del PCUS en 1942.
Ojlópkov fue uno de los francotiradores más efectivos en el Ejército Rojo durante la Segunda Guerra Mundial. Entre el inicio de su participación en la guerra el 23 de junio de 1944 y mató a 429 soldados enemigos
Después de la desmovilización regresó a casa y trabajó en una sovjós "Томпонский".

## Condecoraciones
- Héroe de la Unión Soviética[1] (#10678) - 6 de mayo de 1965[2]
- Orden de Lenin[1] (6 de mayo de 1965)[2]
- Orden de la Bandera Roja[1][2]
- Orden de la Guerra Patria de 2.ª Clase[2]
- Orden de la Estrella Roja (dos veces)[1][2]
- varias medallas[2]

- Medalla por la Victoria sobre Alemania en la Gran Guerra Patria 1941-1945

Tres calles llevan el nombre de este hombre (una calle en la ciudad Yakutsk, una en el localidad urbana ubicada Khandiga y otra en un pequeño pueblo Черкёх)
En 1974, un barco comercial de carga fue nombrado en su honor.

## Publicaciones
- Д. Д. Избеков. Золотые Звёзды. 2-е изд., испр. и доп. Якутск, Якутское кн. изд-во, 1972. стр.124-144
- Во имя Родины. 2-е изд. М., 1982. стр.394-404